# Mimela vitalisi
Mimela vitalisi är en skalbaggsart som beskrevs av Ohaus 1914. Mimela vitalisi ingår i släktet Mimela och familjen Rutelidae. Inga underarter finns listade i Catalogue of Life.